# Perth (Ontário)
| Perth                        |               |
|                              |               |
| Província                    | Ontário       |
| Fundado em                   | 1816          |
| Incorporado em               | 1853          |
|                              |               |
| Área                         |               |
| - Cidade                     | 10,36 km²     |
| População (2006)             |               |
| - Cidade                     | 5907          |
| - Densidade                  | 253,5 hab/km² |
| Website: www.perthcanada.com |               |

Perth é uma cidade situada na extremidade oriental da região sul da província de Ontário, no Canadá. Localizada às margens do Rio Tay, 83 quilômetros a sudoeste de Ottawa, ela é a sede do Condado de Lanark. A área de Perth é de 10.36 km² e, em 2006, a sua população era de 5.907 habitantes.    